# Nicole Haase

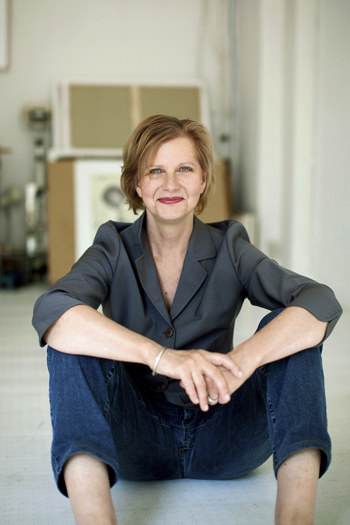
Nicole Haase 2017

Nicole Haase (* 1956 in Berlin) ist eine deutsche Schauspielerin, Theaterregisseurin und Rezitatorin.

## Leben
Nicole Haase begann ihre Theaterlaufbahn im Alter von 19 Jahren am Puppentheater Magdeburg. Dort arbeitete sie als Puppenspielerin, wurde aber auch als Regie- und Dramaturgieassistentin eingesetzt. An der Theaterhochschule Leipzig studierte Haase zunächst vier Semester Theaterwissenschaft, von 1979 bis 1982 absolvierte sie dann die Hochschule für Schauspielkunst „Ernst Busch“ Berlin. Ihr Bühnendebüt gab sie noch während ihrer Ausbildung am Berliner Ensemble in dem Stück Blaue Pferde auf rotem Gras von Michail Schatrow, das auch für das Fernsehen der DDR aufgezeichnet und 1980 gesendet wurde. Nach Abschluss ihres Studiums ging Haase an das Berliner Maxim-Gorki-Theater, dem sie 13 Jahre lang angehörte.
1994 und 1995 hatte Haase eine Reihe von literarischen Programmen zu russischen Dichterinnen in der Diktatur an der Volksbühne am Rosa-Luxemburg-Platz in Berlin. Seit 1995 freiberuflich tätig, gastierte sie an verschiedenen Bühnen, so am Potsdamer Hans Otto Theater, an der Vorpommerschen Landesbühne Anklam, am Theater im Rathaus in Essen, am neuen theater Halle sowie in ihrer Geburtsstadt am Berliner Ensemble, an der Tribüne, dem bat-Studiotheater und dem Theater im Palais. Auslandsgastspiele führten Haase an das Theater Sarnen in der Schweiz und das Luxemburger Kasemattentheater. Seit 2000 gestaltet Haase Lesungen, unter anderem an dem von Thomas Rühmann und Tobias Morgenstern geleiteten Theater am Rand in Zollbrücke. 2002 gründete sie das Unternehmen LeseTheater. Im selben Jahr war sie Gastdozentin an der Hochschule für Film und Fernsehen Potsdam-Babelsberg.
Neben vielen anderen Rollen spielte Haase die Helena in Ein Sommernachtstraum von William Shakespeare, Zwetajewa in Die Kleinbürger von Maxim Gorki, dem Julius Cäsar in Jugend ohne Gott von Ödön von Horváth, Sidonie von Grasenabb in dem Fassbinder-Stück Die bitteren Tränen der Petra von Kant oder die Mama Hase in Coline Serreaus Komödie Hase Hase. In einer Tournee-Inszenierung des Stückes Endspurt von Peter Ustinov stand sie mit ihrem Schauspielkollegen Charles Regnier 224 Mal auf der Bühne. Zudem war sie 2016 in der Uraufführung des Stückes Birkenbiegen von dem Dramatiker Oliver Bukowski an der Neuen Bühne Senftenberg sowie in der Uraufführung des Theaterstücks Stunde der Komödianten am Neuen Theater Halle zu sehen.
Im Jahr 2021 wurde das LeseKonzert namens Georg Friedrich Händels Auferstehung mit dem Jazzsaxophonisten Warnfried Altmann und Haase im Rahmen des Ideenwettbewerbs Kulturelle Heimat Lausitz als Sieger ausgewählt und neben 23 weiteren Projekten aus der Region mit insgesamt 1 Million Euro gefördert.
Nicole Haase arbeitet auch für das Fernsehen und ist als Gastdarstellerin in verschiedenen Serien zu sehen.

## Filmografie
- 1980: Blaue Pferde auf rotem Gras (Theateraufzeichnung)
- 1982: Der Pferdeapfel und die Rose[14]
- 1985: Polizeiruf 110 – Der zersprungene Spiegel[15]
- 1986: Polizeiruf 110 – Letzte Begegnung[1]
- 1988–1990: Barfuß ins Bett[16]
- 1989: Der Tölpelhans[17]
- 1989: Der Staatsanwalt hat das Wort – Millionenerben[18]
- 1991: Der Staatsanwalt hat das Wort – Bis zum bitteren Ende[19]
- 1991: Ein Engel namens Flint[1]
- 1997: Hallo, Onkel Doc! – 1. Folge[20]
- 1999: Der letzte Zeuge – Unter die Haut[21]
- 2000: Für alle Fälle Stefanie – Das Maß ist voll[22]
- 2000 Tanners letzte Chance[1]
- 2007: SOKO Wismar – Alles Mist[23]
- 2008: Ausgeträumt (Kurzfilm)[1]
- 2008: Hallo Robbie! – Hochzeitsglocken[24]
- 2010: Anna und die Liebe[1]
- 2011: Weißensee[1]

## Theater

### Schauspielerin
- 1980: Michael Schatrow: Blaue Pferde auf rotem Gras – Regie: Christoph Schroth (Berliner Ensemble)[2][3]
- 1980: Christian Reuter: Harlequins Hochzeitsschmaus (Ursel) – Regie: Klaus Stephan (1. Straßentheater der DDR)[1]
- 1981: Stückwerk – Regieteam (Mecklenburgisches Staatstheater Schwerin)[1]
- 1982: Georges Courteline: Der Pferdeapfel und die Rose (Richter und Frau Bouligrin) – Regie: Ulrich Engelmann (Berliner Arbeiter-Theater)[14]
- 1982: Maxim Gorki: Die Kleinbürger (Zwetajewa) – Regie: Albert Hetterle (Maxim-Gorki-Theater)[1]
- 1983: Jean Baptiste Molière: Die gelehrten Frauen (Henriette) – Regie: Karl Gassauer (Maxim-Gorki-Theater)[25]
- 1984: Hans-Joachim Preil: Ja, so ein Mann bin ich! (Rosemarie Kramer) – Regie: W. Wischnewski (Stadttheater Döbeln)[1]
- 1985: Dale Wasserman nach dem Roman von Ken Kesey: Einer flog über das Kuckucksnest (Schwester Flinn) – Regie: Rolf Winkelgrund (Maxim-Gorki-Theater)[1]
- 1985: Hermann Kant: Die Aula (Rose Paal) – Regie: Wolfram Krempel (Maxim-Gorki-Theater)[26]
- 1985: Tadeusz Różewicz: Die Falle (Elli, Ottla) – Regie: Rolf Winkelgrund (Maxim-Gorki-Theater)[1]
- 1986: Jean-Claude Grumberg: Café zum verlorenen Pierrot (Andree) – Regie: Pedro Perreiras (Berliner Arbeiter Theater)[1]
- 1986: Alexander Gelman: Zwei auf einer Bank (Die Frau) – Regie: Bernd Lau (Vorpommersche Landesbühne)[1]
- 1987: Ralf Hoyer nach Federico García Lorca: Ay, Don Perlimplin (Chorführerin) – Regie: Rolf Winkelgrund (Maxim-Gorki-Theater)[1]
- 1988: Maxim Gorki: Die Barbaren (Monachowa) – Regie: Albert Hetterle (Maxim-Gorki-Theater)[1]
- 1989: Alexander Galin: Retro oder zurück aufs Dach (Ludmilla, seine Tochter) – Regie: Karl Gassauer (Maxim-Gorki-Theater)[25]
- 1991: William Shakespeare: Was ihr wollt (Curio) – Regie: Martin Meltke (Maxim-Gorki-Theater)[27]
- 1992: Maxim Gorki: Wassa Schelesnowa (Dunjecka) – Regie: Rolf Winkelgrund (Maxim-Gorki-Theater)[1]
- 1992: Rainer Werner Fassbinder: Die bitteren Tränen der Petra von Kant (Baronin Sidonie von Grasenabb) – Regie: Martin Meltke (Maxim-Gorki-Theater)[1]
- 1992: Ödön von Horváth: Die Unbekannte aus der Seine (Lucille) – Regie: Ernst Stötzner (Maxim-Gorki-Theater)[1]
- 1993: Nelson Rodrigues: Der Kuß im Rinnstein (Witwe) – Regie: Fred Bernd (Maxim-Gorki-Theater)[1]
- 1995: Bernsteinzimmer (Roswitha Landowski) – Regie: Günter Rüger (Hans Otto Theater)[1]
- 1996: Luigi Pirandello: Sechs Personen suchen einen Autor (Die Mutter) – Regie: Lelio Lecis (Hans Otto Theater)[1]
- 1997: Peter Ustinov: Endspurt (Stella 20-, 40- und 80-jährig) – Regie: Günther Fleckenstein (Euro-Studio Landgraf)[1]
- 1998: Peter Ustinov: Endspurt (Stella 20-, 40- und 80-jährig) mehrwöchige Gastspiele – Regie: Günther Fleckenstein (Parktheater Augsburg, Theater im Rathaus Essen und Fritz Rémond Theater Frankfurt am Main)[1]
- 1999: Dario Fo: Nur Kinder, Küche, Kirche (Medea, Nutte, Mama Hexe) – Regie: Dieter Peust (Kasemattentheater)[1]
- 2000: Rolf Hochhuth: Die Hebamme (Frau Kruppsch) – Regie: Rolf Hochhuth (Berliner Ensemble)[28]
- 2000: Jorge Goldenberg: Beim Aufräumen (Soloabend in 10 verschiedenen Rollen) – Regie: Dieter Peust (Theater am Rand und Kasemattentheater)[1]
- 2001: Joyce Carol Oates: Nackt steh ich vor euch (Lehrerin, Betty Lou, Mutter) – Regie: Dieter Peust (Kasemattentheater)[1]
- 2001: Franz Arnold und Ernst Bach: Weekend im Paradies (Lore Dietrich) – Regie: Günter Stahnke (Comödie Dresden)[1]
- 2002: Joyce Carol Oates: Nackt steh ich vor euch (Lehrerin, Betty Lou, Mutter) – Regie: Dieter Peust (Tribüne)[1]
- 2013: Gletschertheater (Vladi, Erzählerin, Dunja) – Regie: Thomas Rühmann (Theater am Rand)[1]
- 2014: Kurt Tucholsky: Affenkäfig Berlin – Textfassung, Regie und Darstellerin (Theater im Palais)[29]
- 2016: Stunde der Komödianten – Regie: Michael Kind (Neues Theater Halle)[9][10]
- 2016: Oliver Bukowski: Birkenbiegen (Vera Böttcher) – Regie: Samia Chancrin (Neue Bühne Senftenberg)[8]
- 2019: Coline Serreau: Hase Hase (Mama Hase) – Regie: Johanna Schall (Neue Bühne Senftenberg)[7]
- 2020: Heiner Müller: Wolokolamsker Chaussee (Kommandeur) – Regie: Manuel Soubeyrand (Neue Bühne Senftenberg)[30]
- 2022: Ödön von Horváth: Jugend ohne Gott (Julius Cäsar, Mutter des Z, Mutter des T) – Regie: Katharina Brankatschk (Thalia Theater Halle)[5]
- 2023: Karoline Felsmann: Ich bedaure nichts – Tagebücher der Brigitte Reimann – Regie: Elina Finkel (Neue Bühne Senftenberg)[31]

### Regisseurin
- 2014: Kurt Tucholsky: Affenkäfig Berlin (Theater im Palais)[29]
- 2015: Rochus Stordeur: Verlassenes Haus (Theater am Rand)[1][4]
- 2015: Walfriede Schmitt: Gott ist zu langsam (Theater am Rand)[4][32]
- 2018: Nikola Schellenschmidt: Antonia (Traumschüff)[33]

### LeseTheater (Auswahl)
- Jährlich mehrfach Auftritte im literarischen Zyklus Dichterwort – Sprache der Welt in Dresden[34][35]
- Regelmäßig Lesungen im Literaturhaus Leipzig für den Übersetzerverein Die Fähre e. V.[36][37][38]
- Literarische Reihe Berliner Lesezeichen im Theater im Palais, Berlin[39][40]
- Jährliche Veranstaltungen im Schloss Wernigerode in der Veranstaltungsreihe Gräfin Anna bittet zum Tee[41][42]

## Hörspiele
- 1989: Die Brücke – Autor: Peter Goslicki – Regie: Achim Scholz[43]
- 2010: Ein Morgen wie jeder andere – Autor: Christian Pernath – Regie: Irene Schuck[44]